# Dario Edoardo Viganò

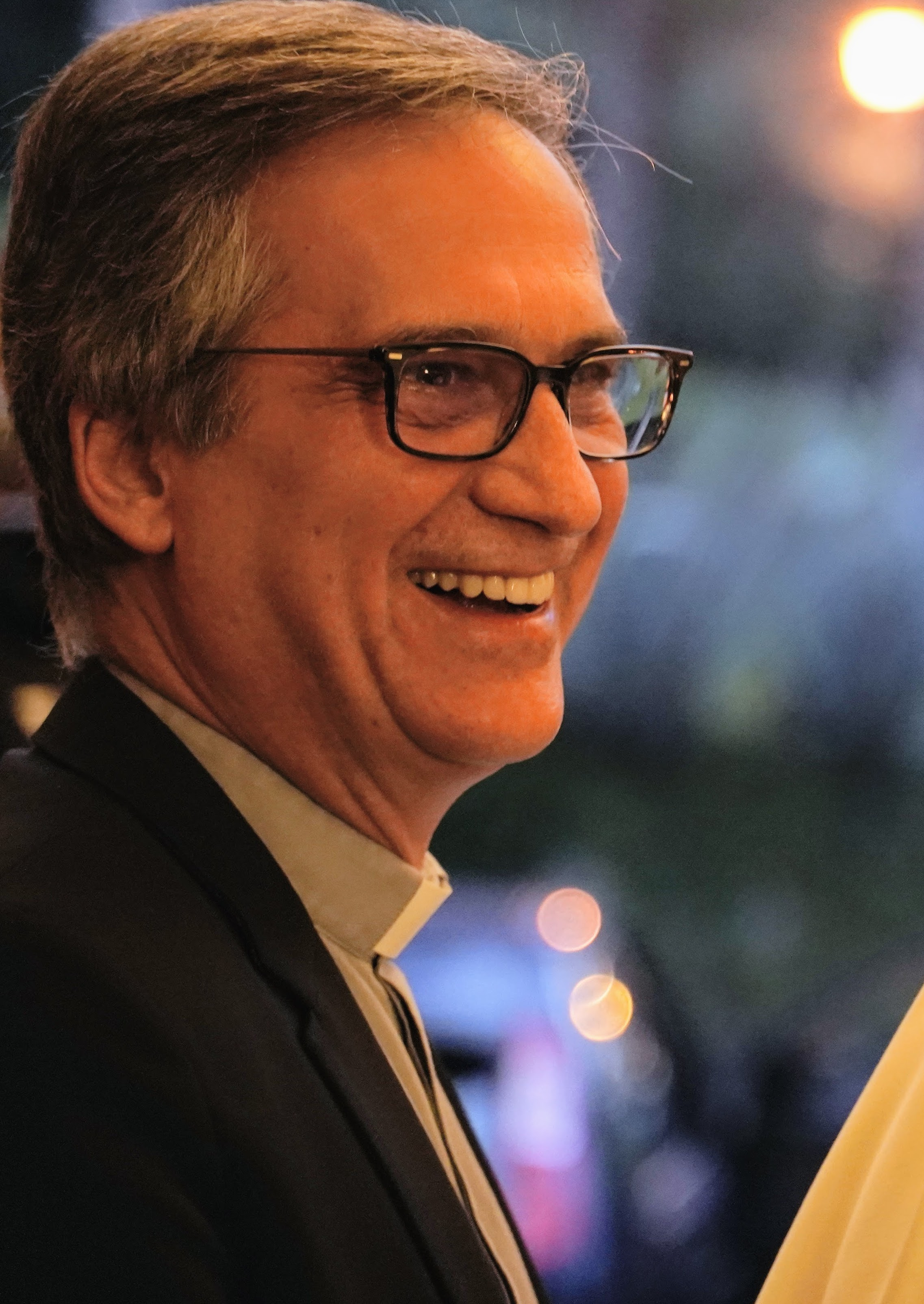
Dario Edoardo Viganò, 2019

Dario Edoardo Viganò (* 27. Juni 1962 in Rio de Janeiro, Brasilien) ist ein italienischer Geistlicher und Kommunikationswissenschaftler. Er war von 2015 bis zum März 2018 Präfekt des Kommunikationssekretariats (heute: Dikasterium für die Kommunikation) der römischen Kurie und war zuvor seit 2013 Direktor des Vatikanischen Fernsehzentrums (Centro Televisivo Vaticano, CTV).

## Leben
Dario Edoardo Viganò studierte Philosophie und Katholische Theologie an der Università Cattolica del Sacro Cuore in Mailand. Am 13. Juni 1987 empfing er die Priesterweihe durch den Mailänder Erzbischof Carlo Maria Kardinal Martini SJ. 
Neben seiner Tätigkeit im Amt für die Sozialen Kommunikationsmittel der Erzdiözese Mailand wurde er 1997 mit der Arbeit Un cinema ogni campanile. Chiesa e cinema nella diocesi di Milano über die Geschichte des Kinos in Kommunikationswissenschaften an der Päpstlichen Universität der Salesianer promoviert. 1998 wurde er für die Italienische Bischofskonferenz (CEI) tätig. 
Mitte der 1990er Jahre hatte er einen Lehrauftrag für Deontologische Ethik in den Medien an der Università Cattolica del Sacro Cuore. Ab 1998 lehrte er Semiotik des Kinos und der Audiovisuellen Medien sowie Semiotik und Geschäftskommunikation an der LUMSA in Rom. Seit 2000 ist er Professor für Kommunikationstheorie an der Päpstlichen Lateranuniversität sowie Leiter des Instituts Redemptor Hominis. Zudem ist er Leiter des Centro Interdisciplinare Lateranense. Daneben lehrt er an der Libera Università Internazionale degli Studi Sociali (LUISS). Seit 2004 ist er Stiftungsrat von Fondazione Ente dello Spettacolo, einer Einrichtung zur Filmkultur in Italien. Er ist Direktor des Nachrichtenmagazins Rivista del Cinematografo. 
Am 22. Januar 2013 ernannte ihn Papst Benedikt XVI. zum Leiter des Centro Televisivo Vaticano (CTV).
Viganò ist seit 2010 Mitglied der Päpstlichen Akademie für Theologie. Er ist seit 2009 Mitglied des Ritterordens vom Heiligen Grab zu Jerusalem.  2004 wurde er von Papst Johannes Paul II. zum Kaplan Seiner Heiligkeit ernannt.
Am 27. Juni 2015 ernannte ihn Papst Franziskus zum ersten Präfekten des mit Motu proprio vom selben Tag mit Wirkung vom 29. Juni 2015 gegründeten Kommunikationssekretariats.
Am 29. September 2016 ernannte ihn Papst Franziskus zum Mitglied der Klerus- sowie der Bildungskongregation.
Am 19. März 2018 bat er Papst Franziskus um Entpflichtung vom Amt des Präfekten des Kommunikationssekretariats, die der Papst zwei Tage später annahm. Vorausgegangen war heftige Kritik an Viganòs selektiver Veröffentlichung eines Briefes des emeritierten Papstes Benedikt XVI. anlässlich der Vorstellung einer Buchreihe über die Theologie seines Nachfolgers.
Papst Franziskus ernannte ihn am 31. August 2019 zum Vizekanzler der Päpstlichen Akademie der Wissenschaften und der Päpstlichen Akademie der Sozialwissenschaften mit besonderer Zuständigkeit für die Öffentlichkeitsarbeit.

## Schriften
- POP FILM ART. Visual culture, moda e design nel cinema italiano anni '60 e '70, Edizioni Sabinae, Rom 2012, zusammen mit Stefano Della Casa
- Cari Maestri. Da Susanne Bier a Gianni Amelio i registi si interrogano sull'importanza dell'educazione, Cittadella editrice, 2011
- Chiesa e pubblicità. Storia e analisi degli spot 8x1000, Rubbettino Editore Soveria Mannelli, 2011
- Il prete di celluloide. Nove sguardi d’autore, Cittadella editrice Assisi, 2011
- La musa impara a digitare. Uomo, media e società, Lateran University Press, Città del Vaticano, 2009
- La Chiesa nel tempo dei media, Edizioni OCD Rom, 2008
- L’adesso del domani. Raffigurazioni della speranza nel cinema moderno e contemporaneo, Effatà Editrice, Turin 2007, zusammen mit G. Scarafile
- Gesù e la macchina da presa. Dizionario ragionato del cinema cristologico", Lateran University Press, Città del Vaticano, 2005
- I sentieri della comunicazione: storia e teorie, Rubbettino, Soveria Mannelli, 2003
- Cinema e Chiesa. I documenti del Magistero, Effatà Editrice Turin, 2002
- Essere. Parola. Immagine. Percorsi del cinema biblico, Effatà Editrice Turin 2000, zusammen mit D. Iannotta
- Un cinema ogni campanile. Chiesa e cinema nella diocesi di Milano, Il Castoro Milano, 1997
- La settima stanza. Un film di Márta Mészáros, Centro Ambrosiano Milano, zusammen mit C. Bettinelli, 1997
- I mondi della comunicazione, Centro Ambrosiano Milano 1997, zusammen mit M. L. Bionda, A. Bourlot
- I figli e la televisione, In dialogo, Milano 1996, zusammen mit M. L. Bionda, G. Michelone
- I preti del cinema. Tra vocazione e provocazione, Istituto di Propaganda Libraria, Milano 1995, zusammen mit E. Alberione
- Cinema, cinema, cinema. Dalle origini ai nostri giorni, Edizioni Paoline Milano 1995, zusammen mit G. Michelone
- La televisione in famiglia. Trasmissioni a confronto, Edizioni Paoline Milano 1995, zusammen mit G. Michelone
- Il teleforum. Domande e risposte sul piccolo schermo, Edizioni Paoline Milano 1994, zusammen mit G. Michelone